# Leslie Johnson
Leslie Johnson (n. 22 martie 1912 – d. 8 iunie 1959) a fost un pilot englez care a evoluat în Campionatul Mondial de Formula 1 în sezonul 1950.